# Somagne
Ne doit pas être confondu avec Soumagne.
Somagne est un hameau belge faisant partie de la commune et ville de Stavelot, dans la province de Liège en Région wallonne.
Avant la fusion des communes de 1977, Somagne faisait partie déjà de la commune de Stavelot.  

## Situation
Ce hameau des Ardennes liégeoises est implanté sur le versant sud-est de l'Amblève entre Stavelot où coule cette rivière et Hénumont (commune de Trois-Ponts) situé plus haut sur la plateau. Somagne se trouve au-dessus et au sud de la très raide côte de Stockeu franchie lors de la course cycliste Liège-Bastogne-Liège et à proximité immédiate du sommet de la colline du Thier des Sarts culminant à une altitude de 508 m.

## Description
Dans un environnement de prairies entourées de bois, Somagne compte une dizaine de fermettes  construites en moellons de grès ou en briques rouges ainsi qu'une autre dizaine d'habitations de type pavillonnaire de construction récente.

## Activités
Le hameau compte des gîtes ruraux ainsi que plusieurs chambres d'hôtes.